# Dariusz Kajdaniuk
Dariusz Kajdaniuk – polski lekarz, specjalista chorób wewnętrznych i endokrynologii, nauczyciel akademicki, doktor habilitowany nauk medycznych.

## Życiorys
Od ukończenia studiów w Wydziale Lekarskim Śląskiej Akademii Medycznej im. Ludwika Waryńskiego w Katowicach związany Zakładem Patofizjologii Katedry Patofizjologii i Endokrynologii Wydziału Nauk Medycznych w Zabrzu Śląskiego Uniwersytetu Medycznego w Katowicach, w którym pracuje na stanowisku adiunkta badawczo-dydaktycznego. 
Stopień doktora nauk medycznych uzyskał w 1998 na podstawie dysertacji pt. Insulinopodobny czynnik wzrostu - I (IGF-I) a wybrane parametry stanu hormonalnego kobiet chorych na raka sutka poddanych uzupełniającej chemioterapii cyklofosfamidem, metotreksatem i 5-fluorouracylem, której promotorem była Barbara Buntner.
Stopień doktora habilitowanego nauk medycznych uzyskał w 2011 na podstawie osiągnięcia naukowego pt. Aktywność transkrypcyjna genów TGFβ1 i VEGF oraz ich receptorów w wątrobie w powiązaniu ze stężeniami czynników wzrostu we krwi u chorych z przewlekłymi zapaleniami wątroby typu B i C w zależności od uzyskanego efektu leczenia przeciwwirusowego – badanie retrospektywne.
Doświadczenie zawodowe w dziedzinie endokrynologii zdobywał w Klinice Endokrynologii Katedry Patofizjologii i Endokrynologii Śląskiego Uniwersytetu Medycznego w Katowicach oraz w Zakładzie Medycyny Nuklearnej i Endokrynologii Onkologicznej Centrum Onkologii - Instytutu im. Marii Skłodowskiej-Curie w Gliwicach. Obecnie związany z Oddziałem Endokrynologii i Chorób Metabolicznych Wojewódzkiego Szpitala Specjalistycznego nr 3 w Rybniku, w którym pracuje na stanowisku zastępcy kierownika. 
Redaktor naczelny czasopisma naukowego „Endokrynologia Polska”. Współtwórca i prowadzący portal Polskiego Towarzystwa Endokrynologicznego.
Członek polskich i zagranicznych towarzystw naukowych, w tym Polskiego Towarzystwa Endokrynologicznego (członek Zarządu Głównego), Polskiego Towarzystwa Neuroendokrynologii (członek zarządu), Polskiego Towarzystwa Tyreologicznego, European Society of Endocrinology oraz The Endocrine Society. 
Współautor 224 publikacji (indeks Hirscha 24). Wykładowca akademicki i szkoleń podyplomowych w dziedzinie endokrynologii, chorób wewnętrznych oraz ultrasonografii, a także patofizjologii. Zainteresowania badawcze i dydaktyczne w ostatnich latach obejmują endokrynologię z pogranicza innych dziedzin medycyny – anestezjologii i intensywnej terapii, immunologii, onkologii, nefrologii i hepatologii.

## Odznaczenia
- Odznaka Honorowa „Za Zasługi dla Ochrony Zdrowia”